# Holumnica
Holumnica (węg. Hollólomnic) – wieś (obec) we wschodniej Słowacji w kraju preszowskim, w powiecie Kieżmark. Pierwsza wzmianka o miejscowości pochodzi z roku 1293.